# قطعنامه ۱۰۰ شورای امنیت
قطعنامه  ۱۰۰ شورای امنیت سازمان ملل متحد که در تاریخ ۲۷ اکتبر ۱۹۵۳ تصویب شد، سندی بین‌المللی دربارهٔ مسئلهٔ فلسطین است. این قطعنامه طی نشست ۶۳۱ام با ۱۱ موافق، ۰ مخالف و ۰ ممتنع تصویب شد.